# Marc Lapprand
Marc Lapprand, né en 1955, est un écrivain français, spécialiste de Boris Vian. Il enseigne la littérature à l’université de Victoria en Colombie-Britannique au Canada depuis 1989.

## Biographie
Marc Lapprand est publié entre autres par la Bibliothèque de la Pléiade qui est une des collections majeures de l'édition française publiée par Gallimard.
Marc Lapprand a publié notamment Boris Vian : Blues pour un chat noir et autres nouvelles, La vie contre en 1993 et V comme Vian en 2007. Il a codirigé avec Gilbert Pestureau les Œuvres complètes de Boris Vian (15 volumes, Fayard, 1999-2003). Il a signé la préface du livre de Nicole Bertolt et François Roulmann Le Swing et le verbe (Textuel, 2008) et a cosigné avec François Roulmann Boris Vian, « si j’étais pohéteû » (Découvertes Gallimard, 2009).    
Marc Lapprand dirige en 2009 en collaboration avec Christelle Gonzalo et François Roulmann, L’édition des œuvres romanesques complètes de Boris Vian à paraître en 2010 dans la Bibliothèque de la Pléiade. En 2011, il apparaît dans le documentaire Le Cinéma de Boris Vian de Alexandre Hilaire et Yacine Badday, revenant sur les activités de scénariste de Boris Vian.

### Œuvres sur Boris Vian
- La vie contre, Nizet, 1993
- Boris Vian : Blues pour un chat noir et autres nouvelles, présenté et annoté par Marc Lapprand, Livre de Poche, 2002
- Œuvres complètes de Boris Vian (15 volumes), Fayard, 1999-2003
- V comme Vian, Presses de l'université de Laval, 2006
- Boris Vian, le swing et le verbe de Nicole Bertolt, Marc Lapprand et François Roulmann, Textuel, 2008
- Boris Vian : «Si j'étais pohéteû» de Marc Lapprand et François Roulmann, Gallimard, coll. « Découvertes Gallimard/Littératures » (no 544), 2009

### Œuvres sur l'Oulipoet sa périphérie
- Poétique de l'Oulipo, Rodopi, 1998
- L’Œuvre ronde : Essai sur Jacques Jouet, Lambert-Lucas, 2007
- Trois pour un : Une lecture évolutionniste de l’œuvre de Martin Winckler, Presses de l'Université du Québec, 2012
- Pourquoi l'Oulipo ?, Presses de l'Université Laval, 2020 (ISBN 978-2-7637-4725-5). Lire en ligne